# Alberto Colantuoni
Alberto Colantuòni (Trieste, 25 aprile 1874 – Milano, 26 dicembre 1959) è stato uno scrittore, giornalista e drammaturgo italiano.

## Biografia
Fu uno dei fondatori del Premio Viareggio.
Dal temperamento fervido e vivace, versatile e dibattuto fra lo stile realistico e quello liricheggiante, scrisse due delle più popolari commedie del periodo fra le due guerre: I fratelli Castiglioni (1930), una farsa rusticana nel tono della mürderfarce; La guarnigione incatenata (1935), dramma corale di prigionia includente un certo amor di patria.